# オモゴウテンナンショウ
オモゴウテンナンショウ（面河天南星、学名:Arisaema iyoanum）は、サトイモ科テンナンショウ属の多年草。
四国と中国地方西部の山地の渓流沿いにみられる。偽茎部は斜めに伸び長く、葉は1個をつける。花序柄が短く、花序はやや前屈してつき、仏炎苞は緑白色で、細かい紫色の斑がある。小型の株は雄花序をつけ、同一のものが大型になると雌花序または両性花序をつける雌雄偽異株で、雄株から雌株に完全に性転換する。

## 特徴
地下の球茎は扁球形になり、球茎の上部から根をだす。植物体の高さは20-60cmになる。偽茎部は斜上し、葉柄部の３倍程の長さになる。葉はふつう1個、葉身は鳥足状に分裂して展開し、小葉間の葉軸が発達する。小葉は7-15個になり、長楕円形で、先端は鋭くとがり、縁は全縁かしばしば細鋸歯がある。中央の小葉が最も長くなる。
花期は5月。葉と花序が地上に伸びて、葉が先に展開した後に花序が展開する。花序はやや前屈してつき、花序柄は葉柄部より短く、長さ1-5cmになる。仏炎苞は高さ11-20cm、仏炎苞筒部は中部以下はやや細く、やや上に開いた円筒形で、淡褐色-緑白色で不規則で細かい紫色の斑がある。仏炎苞口辺部は少し開出する。仏炎苞舷部は卵形から狭卵形でやや革質、筒部よりやや長く、幅は1.3-3cm、鈍頭または鋭頭で、やや外局し、外面は淡褐色から緑色で紫色の斑点があり、内面は緑色で光沢がある。花序付属体は基部に柄があり、棒状で長さ5-7cm、先端はわずかに前方に曲がりややふくれる。1つの子房に5-10個の胚珠がある。染色体数は2n=28。

## 分布と生育環境
日本固有種。四国の高知県・愛媛県、本州中国地方西部の広島県・山口県に分布し、山地の渓流沿いの急斜面などに生育する。

## 名前の由来
和名オモゴウテンナンショウおよび種小名（種形容語）iyoanum は、牧野富太郎 (1932) による命名。「面河天南星」の意で、産地である四国伊予国（愛媛県）の面河渓にちなんでつけられた。牧野 (1932) は、産地の面河（おもご）を Omogô とし、和名を Omogô-tennansyô と記載した。ただし、牧野植物図鑑では、2008年刊の『新牧野日本植物圖鑑』までは、「オモゴテンナンショウ」とされた。
別名を「アキテンナンショウ」といい、シノニムに Arisaema akiense Nakai (1939)がある。これは、広島県三段峡において広島の植物講習会が開催された際、植物学者の寺崎留吉が採集したものをタイプ標本として、中井猛之進 (1939) が新種記載したものである。現在ではオモゴウテンナンショウと同種とされている。

## 種の保全状況評価
絶滅危惧IB類 (EN)（環境省レッドリスト）
都道府県のレッドデータ、レッドリストの選定状況は次の通りとなっている。広島県-絶滅危惧II類(VU)、山口県-絶滅危惧II類(VU)、愛媛県-絶滅危惧II類(VU)、高知県-絶滅危惧IB類(EN)。

## 下位分類
本種の下位分類にシコクテンナンショウ Arisaema iyoanum Makino subsp. nakaianum (Kitag. et Ohba) H.Ohashi et J.Murata (1980)があり、現在は本種の亜種に分類されている。同種は、はじめ山口県で発見され、新種記載されたヤマグチテンナンショウ A. suwoense Nakai (1929)と混同されていたが、植物学者の大場達之 (1962) によって A. akiense Nakai var. nakaianum Kitag. et Ohba (1962)とされたものである。四国に分布し、山地の渓流沿いに生育する。基本種のオモゴウテンナンショウに比べふつう全体が大型で高さ30-60cmになり、仏炎苞が濃紫色から帯紫色になり、仏炎苞口辺部が広く開出して耳状になる。

## 近縁の種
本属の、同じマムシグサ節 Sect. Pistillataのマムシグサ群 A. serratum group に属する、ツクシマムシグサ Arisaema maximowiczii (Engl.) Nakai (1928) 、別名、ナガハシマムシソウに似る。同種は、九州に分布し、山地の林下に生育する。植物体の高さは60cmに達する。葉はふつう1個で、ときに2個あり2個目はごく小さい。小葉は鳥足状に7-17個つき、大型の個体では中央の小葉には小葉柄がつく。仏炎苞は緑色または紫褐色で、仏炎苞舷部の先端が尾状に長くなり、ほぼ水平に伸びる。仏炎苞舷部の形状以外からは、ヒトツバテンナンショウ A. monophylum Nakai (1917)に似る。

## ギャラリー

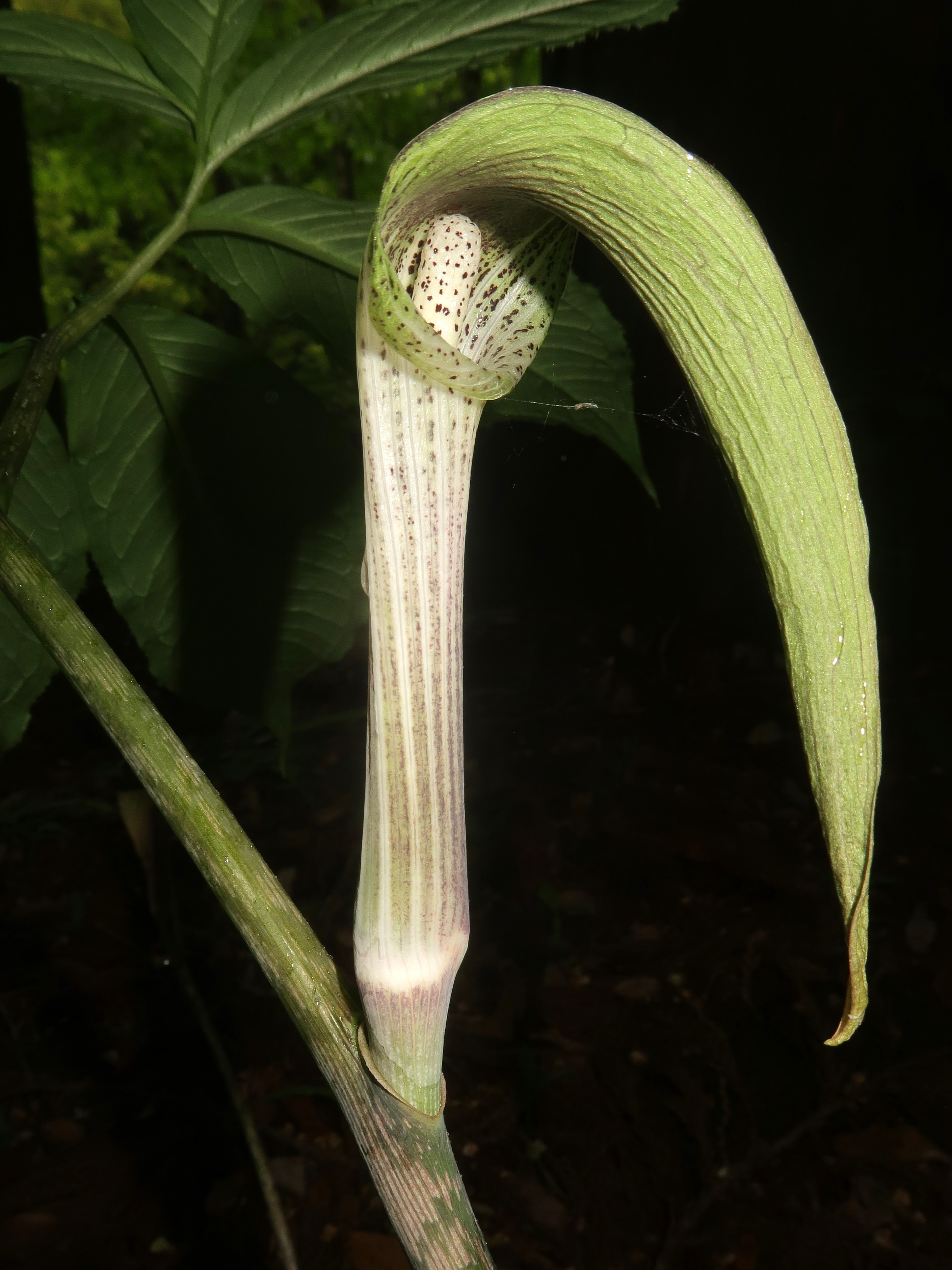
花序はやや前屈してつき、花序柄は葉柄部より短い。仏炎苞筒部は中部以下はやや細く、やや上に開いた円筒形で、淡褐色-緑白色で不規則で細かい紫色の斑がある。愛媛県面河渓（５月中旬）。
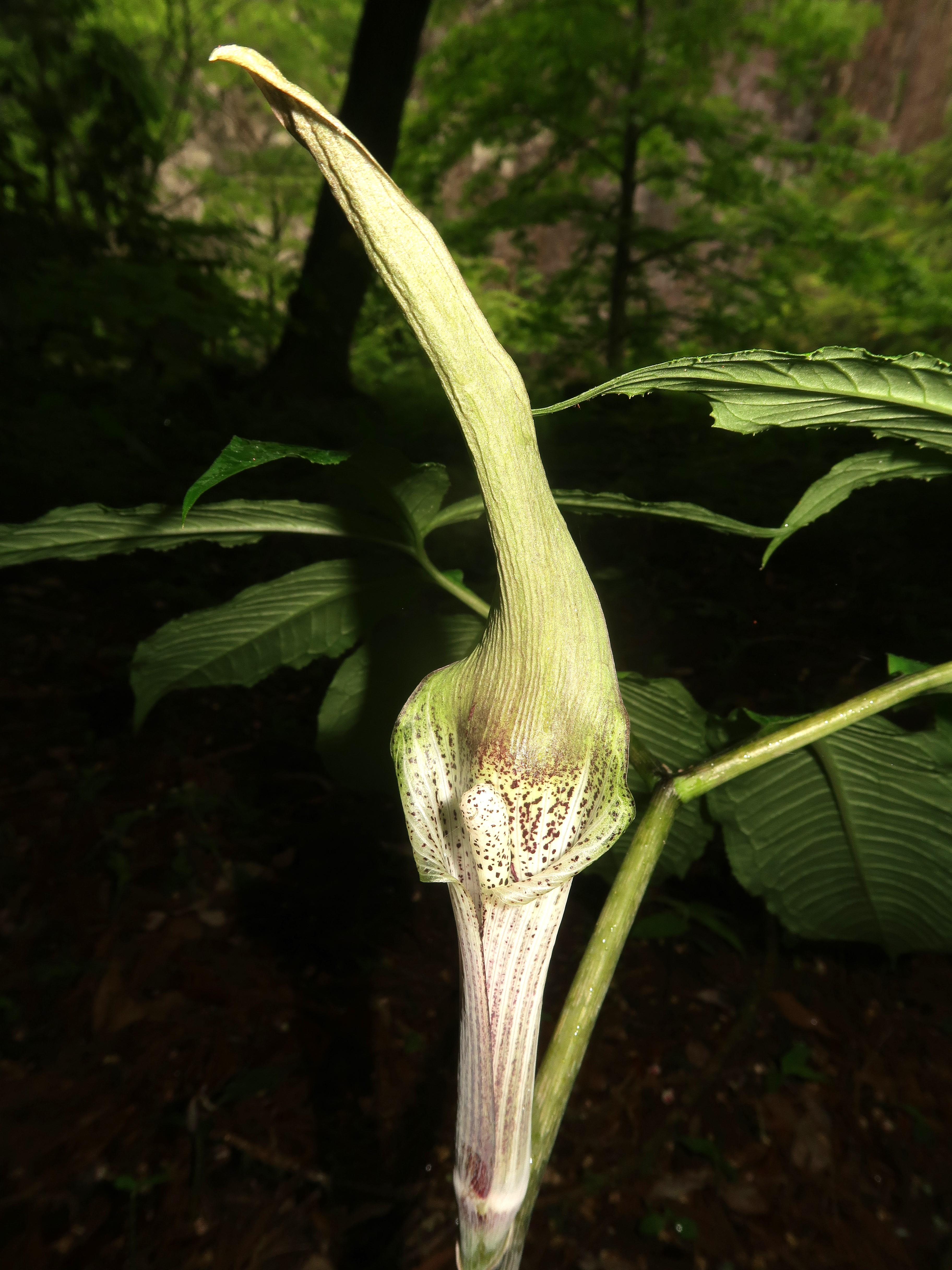
仏炎苞舷部は卵形から狭卵形でやや革質、筒部よりやや長く、外面は淡褐色から緑色で紫色の斑点があり、内面は緑色で光沢がある。花序付属体は棒状で、先端はわずかに前方に曲がりややふくれる。舷部を立たせて撮影。愛媛県面河渓（５月中旬）。
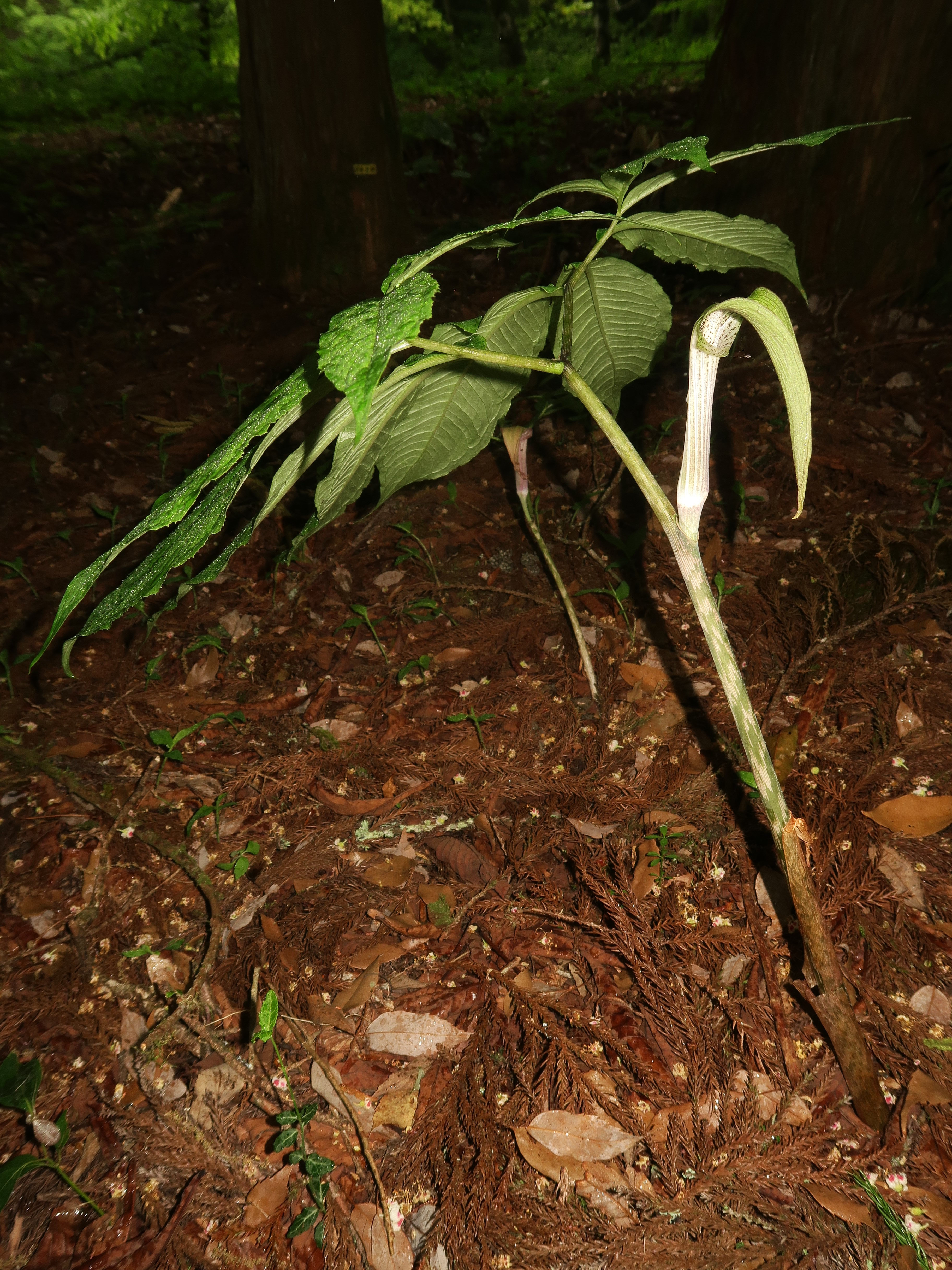
偽茎部は斜上し、葉柄部の３倍程の長さになる。愛媛県面河渓（５月中旬）。
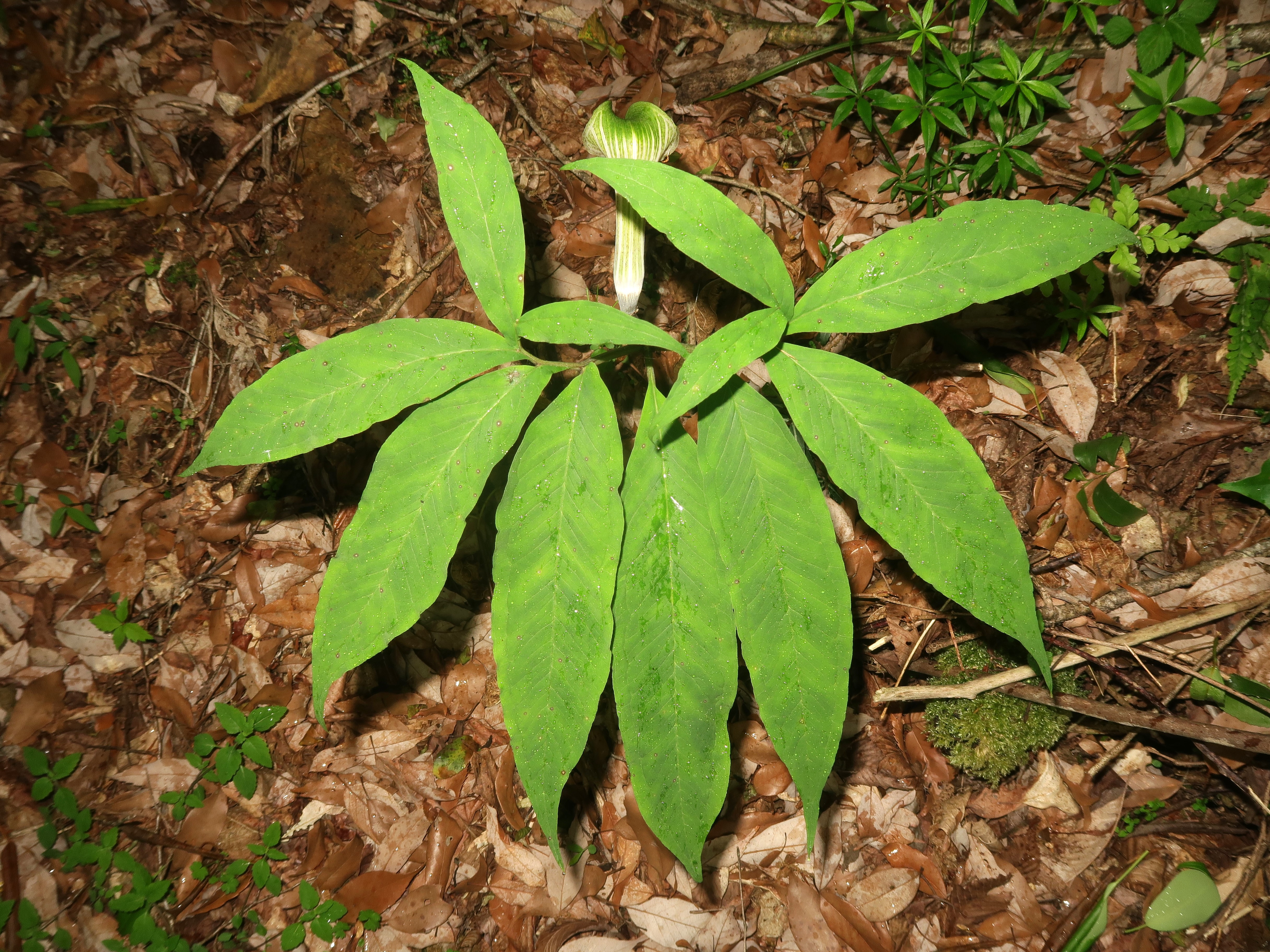
葉はふつう1個、葉身は鳥足状に分裂して展開し、小葉間の葉軸が発達する。この個体の小葉は11個ある。愛媛県面河渓（５月中旬）。
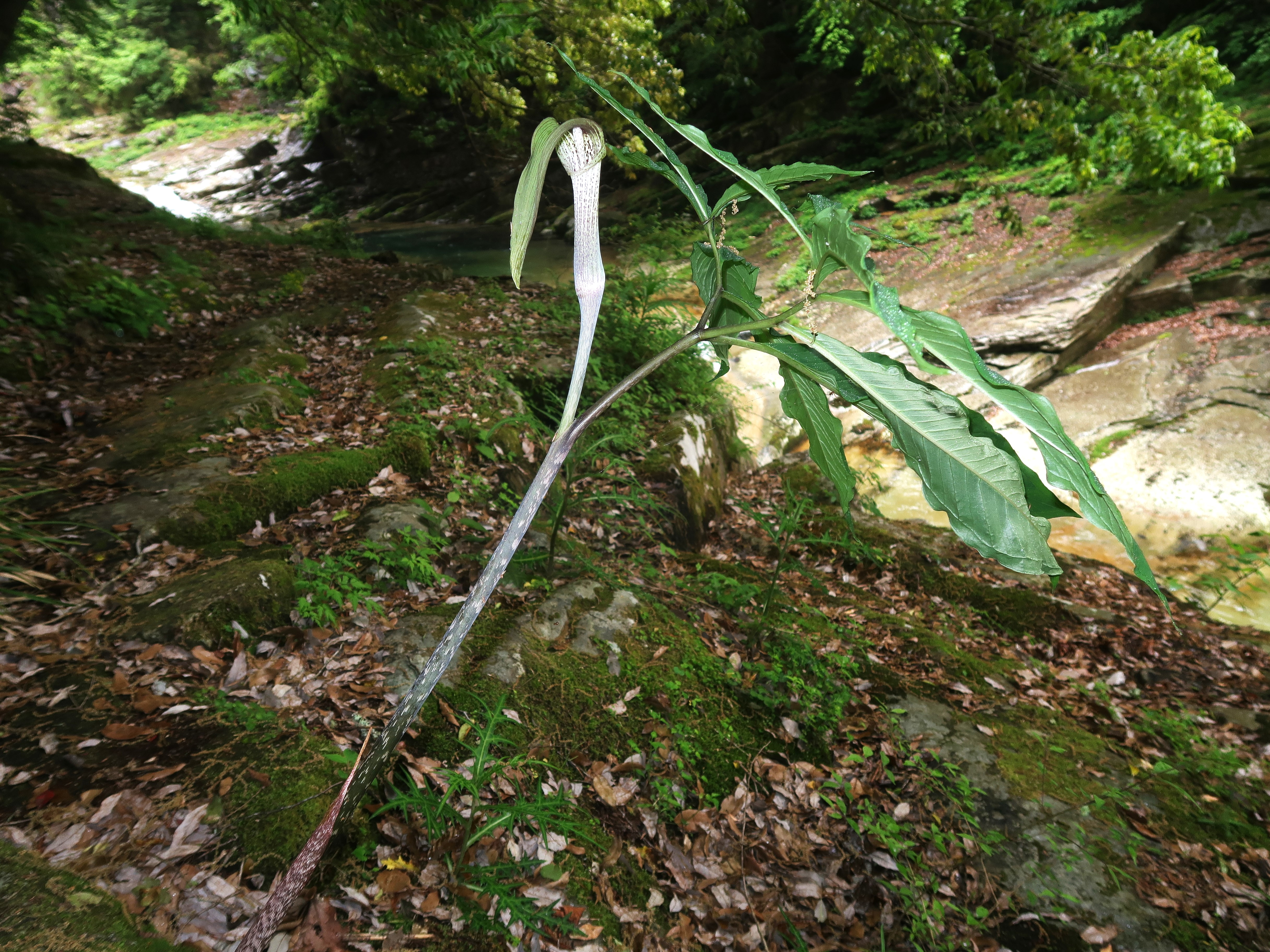
山地の渓流沿いの急斜面などに生育する。背景は愛媛県面河渓（５月中旬）。